# الشمبانزي - الإنسان السلف المشترك الأخير

ظهور أنواع جديدة من الـ Hominini والـ Gorillini على مدى السنوات الـ 10 مليون الماضية؛ يُشار إلى أن تهجين الـ Hominini حصل خلال ما يقرب من 8 إلى 6 ميا.

الشمبانزي - الإنسان السلف المشترك الأخير (بالإنجليزية: Chimpanzee-Human Last Common Ancestor)‏ ويُعرف اختصارا بـ CHLCA نِسبة للحروف الأولى من الاسم الإنجليزي، هو أحدث سلف مشترك ما بين الهومو (الإنسان) والشيمبانزي الذين يُعتبرون من أشباه البشر، وبسبب التعقيدات في الانتواع التهجيني فإنه ليس من الممكن إعطاء تقديرات دقيقة على عمر هذا الجنس، لكن «الاختلاف الأصلي» مع الإنسان يمكن أن يكون قد حدث في وقت مبكر وذلك قبل 13 مليون سنة مضت (العصر الميوسيني)، إلا أن عملية التهجين رُبما حصلت قبل 4 ملايين سنة من الآن (بليوسين).
يبدو أن الانتواع من الشيمبانزي للإنسان طويل الأمد، وقد حدثت خلافات كثيرة بين العلماء في هذا الموضوع، إلا أن نظرية وتحليل العالِم باترسون (2006) هي التي اكتسبت شعبية كبيرة ووافق عليها عدد من العلماء، حيث تؤكد على أن فترات التهجين حصلت على فترات مُتفرقة واستمرت عدة ملايين من السنين، وعلى الأرجح أن هذا حصل خلال أواخر العصر الميوسيني أو أوائل البليوسين، لذلك فمُعظم التقديرات تقول أن الاختلاف _أو الانشقاق_ مع/من الإنسان قد بدأ قبل 13 مليون سنة من الآن، في حين حصلت عملية التهجين قبل 4 ملايين سنة من الآن؛ أي أن هناك فرق 9 ملايين سنة بين الحدثين. (انظر التقديرات الحالية فيما يتعلق مجمع أنواع جديدة).
أما تحليل ريتشارد رانغام (2001) فقد أكد على أن الشيمبانزي -الإنسان السلف المشترك الأخير (CHLCA) هو نوع مُشابه جدا للشمبانزي العادي (شيمبانزي شائع) لدرجة أنه طلب تصنيفه بوصفه عضوا في جنس الشيمبانزي، وليومنا هذا لا زال هناك من يعتبره من جنس الشيمبانزي فعلا ولو أن هذا لم يتفق عليه عُلماء أحياء آخرون. ومع ذلك، فلم يتم التعرف بعد على الجنس المرشح المحتمل عن CHLCA أو الصنف الذي قد «يُطابقه» وينضاف إليه فعليا. وبالرغم من الكم الهائل من المعلومات الناقصة أو بالأحرى الغير متأكَّد من صِحتها حول هذا النوع إلا أنه مهم ويُستعمل بكثرة في الدراسات الجينية، باعتباره مرساة أو مرجع لحساب تعدد أشكال النوكليوتيدات المفردة.

## تقديرات الوقت

### الدراسات التاريخية
الدراسات المبكرة لصنف القرود اقترحت أن يكون الـ CHLCA قديما، وقد يرجع إلى 25 مليون سنة، لكن وفي المُقابل فالدراسات المُعمقة حول بروتين هاته الأنواع عام 1970 أكدت على أن عُمر الشيمبانزي - الإنسان السلف المشترك الأخير قد يكون أقل من 8 ملايين سنة، هذا وتجدر الإشارة إلى أن الأساليب الوراثية التي تُستعمل أحيانا في تقدير عُمر أنواع مُعينة قد بينت على أن عًمر هذا النوع من الشيمبانزي (إن كان حقا كذلك) يترواح ما بين 5 و7 مليون سنة.
حاول بعض الباحثين تقدير عمر CHLCA (TCHLCA) باستخدام الهيكل البوليمري الحيوي؛ خاصة أن هذه الطريقة تختلف قليلا عن باقي الطُرق المستعملة من قبل، وهي في العادة (أي طريقة الهيكل البوليمري) التي تُحدث ارتباطا وثيقا بين الأنواع وتكشف عن معلومات وتصانيف جديدة، من بين هؤلاء الباحثين هناك آلان ويلسون وفنسنت ساريش الذين يُعتبرون روادا في تطوير الساعة الجزيئية بالنسبة للبشر، كما عملوا في وقت سابق على تسلسل البروتين (1971) وانطلاقا من أبحاثهم استنتجوا أن القرود كانت أقرب إلى البشر على عكس ما يقوله عُلماء آخرون، والذين عادة ما يربطون القرود بالسجل الأحفوري. ثُم في وقت لاحق أكد فنسنت ساريش أن الـ CHLCA لا يزيد عُمره على 8 ملايين سنة، مع نسبة تتراوح ما بين 4 و6 مليون سنة من الوقت الحاضر.
يُشار إلى أن عمر الشيمبانزي - الإنسان السلف المشترك الأخير لم يكن مثيرا للجدل حتى أواخر عام 1990، عندما توجه مجموعة من علماء الأحياء إلى محاولة البحث وتحديد العمر الدقيق لهذا النوع مما أكسبه شهرة في الأوساط العلمية؛ حيث كثرت التقديرات وكثرة الأبحاث في هذا الموضوع لكن ليس هناك أي اتفاق على نتيجة مُحددة لحد الساعة (2018)، ورُبما لن يكون هناك اتفاق على عمر النوع في المستقبل القريب خاصة بعد وجود أدلة تؤكد على أن الساعة الجزيئية ربما غير فعالة في التحديد الدقيق لعمر هذا الكائن.

### التقديرات الحالية
منذ 1990، أصحبت تقديرات TCHLCA أقل نوعا ما، فطريقة حساب العمر الوراثية وكذلك الأحفورية التي تمت ما بين 1970 و1980 أكدت على أن عُمر CHLCA يتراوح بين 5 و7 مليون سنة، أما تقديرات نفس الطريقتين (لكن هذه المرة تمت في 1998، حيث تم تطوير الآليتين إلى حد ما) برهنت على أن عمر هذا الكائن لا يمكن أن يقل عن 10 ملايين سنة ولا يُمكن أن يتجاوز 13 مليون سنة.[بحاجة لمصدر]
أما العالم وايت إت آل فقد أجرى درسته على هذا الكائن عام 2009 وافترض أن يكون عمره ما بين 7 و10 مليون سنة. لذلك فتحديد عمر هذا النوع كان مصدر ارتباك بين شُلة العلماء، بل أصبح في وقت لاحق مصدر ارتباك كبير حول العلاقة التي تجمع بين الهومو وبين الشيمبانزي؛ وما انقسام العلماء في هذا الموضوع وتفرعهم إلا دليل على وجود انتواع أكثر تعقيدا، وهذا سيزيد من تعقيد عملية تصنيف الأنساب بل سيفرض تحديثها في كل مرة.
ووفقا للعالم باترسون دائما، فهو يرى أن كروموسومات هذا «القرد» قد انقسمت على مدى فترات مُختلفة، واختلفت كليا قبل 4 ملايين سنة من الآن، مُشيرا إلى أن عملية التهجين حصلت في نفس هاته الفترة وقد شملت نطاقا واسعا من الأنساب، كما يؤكد نفس العالِم أن التغير الذي حصل على هذا الصنف كان تحديدا في القترة ما بين 6.3 و5.4 مليون سنة. ثم افترض أن عملية التهجين شملت على وجه الخصوص ذلك التشابه الموجود في الكروموسومات إكس بين كل من البشر والشمبانزي، مما يُشير إلى أن الاختلاف بينهما حصل في وقت متأخر وذلك قبل 4 ملايين سنة من الآن «فقط» مع افتراض أن عمر الكائن قد يكون أكبر من 10 ملايين سنة. لكن هذا الاستنتاج لم يدم طويلا حيث رفض العالم واكيلاي عام 2008 كل ما توصل له باترسون؛ لكنه وفي المقابل فقد اقترح تفسيرات جديدة أو بالأحرى بديلة؛ تُفيد بأن الفرق بين الكروموسومات إكس حصلت في أجداد الـ CHLCA وليس مع الإنسان، وهذا يعني بشكل أو بآخر تفنيذ نظرية التشابه بين هذا الكائن وبين الإنسان.